# بيتر كولين
بيتر كولين (بالإنجليزية: Peter Cullen)‏ (و. 1941 – م) هو ممثل صوت، وممثل، من كندا، ولد في مونتريال.

## التعليم
تعلم في مدرسة المسرح الوطني الكندي ‏.

## وصلات خارجية
- بيتر كولين على موقع IMDb (الإنجليزية)
- بيتر كولين على موقع قاعدة بيانات الأفلام العربية
- بيتر كولين على موقع ألو سيني (الفرنسية)
- بيتر كولين على موقع ميوزك برينز (الإنجليزية)
- بيتر كولين على موقع أول موفي (الإنجليزية)
- بيتر كولين على موقع قاعدة بيانات الأفلام السويدية (السويدية)
- بيتر كولين على موقع إن إن دي بي (الإنجليزية)
- بيتر كولين على موقع قاعدة بيانات الفيلم (الإنجليزية)
- بيتر كولين على موقع كينوبويسك (الروسية)
- بيتر كولين على موقع ANN person (الإنجليزية)